# ألان باديو
ألان باديو (بالفرنسية: Alain Badiou) (ولد في 17 يناير عام 1937) هو فيلسوف فرنسي، وكان سابقًا رئيسًا لقسم الفلسفة في المدرسة العليا للأساتذة (إي إن إس) ومؤسسًا لكلية الفلسفة في جامعة باريس الثامنة مع جيل دولوز، وميشال فوكو، وجان فرانسوا ليوتار. كتب باديو حول مفاهيم الكينونة، والحقيقة، الحدث، والموضوع بطريقة، كما يدعي، ليست ما بعد الحداثة ولا مجرد تكرار للحداثة. انخرط باديو في عدد من المنظمات السياسية، وعلق بانتظام على الأحداث السياسية. ناقش باديو عودة الشيوعية باعتبارها قوة سياسية.

## السيرة الذاتية
باديو هو ابن عالم الرياضيات ريمون باديو (1905-1996)، الذي كان عضوًا عاملًا في المقاومة الفرنسية خلال الحرب العالمية الثانية. كان ألان باديو طالبًا في مدرسة لويس الكبير الثانوية وانتقل بعدها إلى المدرسة العليا للأساتذة (1955-1960). وفي عام 1960، كتب دبلوم الدراسات العليا (أي ما يعادل تقريبًا أطروحة ماجستير الآداب) عن باروخ سبينوزا لجورج كانغيلام (كان الموضوع «البنى البنيانية في أول كتابين لسبينوزا عن الأخلاقيات»). درّس في مدرسة ثانوية في رانس من عام 1963 حيث أصبح صديقًا مقربًا لزميله المسرحي (والفيلسوف) فرانسوا رينولت، ونشر روايتان قبل الانتقال أولًا إلى كلية الآداب بجامعة رانس ثم إلى جامعة باريس الثامنة في عام 1969. كان باديو نشطًا سياسيًا جدًا في وقتٍ مبكر، وكان أحد الأعضاء المؤسسين للحزب الاشتراكي الموحد (بّي إس يو). كان الحزب الاشتراكي الموحد نشطًا بشكلٍ خاص في النضال من أجل إنهاء الاستعمار في الجزائر. كتب روايته الأولى، الماجستيس، في عام 1964. في عام 1967 انضم إلى مجموعة دراسة نظمها لويس ألتوسير، وأصبح متأثرًا بشكلٍ متزايد بجاك لاكان وأصبح عضوًا في هيئة تحرير مجلة كايير بور اناليز. بحلول ذلك الوقت «كان لديه بالفعل أساس قوي في الرياضيات والمنطق (جنبًا إلى جنب مع نظرية لاكانيا)»، بالإضافة إلى مساهماته الخاصة في صفحات كايير «استباقية للكثير من اهتمامه الخاص لفلسفته اللاحقة».
عززت الانتفاضة الطلابية في مايو عام 1968 التزام باديو باليساريين المتشددين، وشارك في الجماعات المتشددة على نحوٍ متزايد، مثل اتحاد الشيوعيين الفرنسيين الماركسيين اللينينين (يو سي إف إم إل). على حد تعبير باديو نفسه، يو سي إف إم إل هي «المنظمة الماوية التي تأسست في أواخر عام 1969 من قبل ناتاشا ميشيل، وسيلفيان لازاروس، معي أنا وعدد لا بأس به من الشباب». خلال هذا الوقت انضم باديو إلى هيئة التدريس في جامعة باريس الثامنة/ فينسان سانت دينيس التي تأسست حديثًا والتي كانت معقلًا للفكر المعاكس للثقافة. انخرط هناك في نقاشات فكرية شرسة مع زملائه الأساتذة جيل دولوز وجان فرانسوا ليوتار، الذي اعتبر أعماله الفلسفية انحرافات غير صحية عن البرنامج الألتوسيري للماركسية العلمية.
في ثمانينيات القرن التاسع عشر، بدأت الماركسية البنيوية، والألتوسيرية والهيكلية الماركسية وتحليل لاكنين النفسي بالانحدار (بعد وفاة لاكان وإرسال ألتوسير إلى مستشفى للأمراض النفسية)، نشر باديو عن الأعمال الفنية والتجريدية الفلسفية، مثل نظرية الموضوع (1982)، بالإضافة إلى عمله الأدبي، الوجود والحدث (1988). ومع ذلك، لم يتخلَّ باديو أبدًا عن ألتوسير أو لاكان، والإشارات المتعاطفة للماركسية والتحليل النفسي ليست شائعة في أعماله الأخيرة (أبرزها آلهة الجيب).
تولى منصبه الحالي في إي إن إس في عام 1999. وهو مرتبط أيضًا بعدد من المؤسسات الأخرى، مثل كلية الفلسفة الدولية. كان عضوًا في «التنظيم السياسي» الذي أسسه، كما ذُكر أعلاه، في عام 1985 مع بعض الرفاق من يو سي إف إم إل الماوية. حُلت هذه المنظمة في عام 2007، وفقًا لمقالة ويكيبيديا الفرنسية. في عام 2002، كان مؤسسًا مشاركًا للمركز الدولي لدراسة الفلسفة الفرنسية المعاصرة، إلى جانب ييف دوروكس وطالبه السابق كوينتين مييلاسو. تمتع باديو أيضًا بالنجاح بصفته كاتبًا مسرحيًا بمسرحيات مثل أحمد اللطيف.
في العقد الماضي، تُرجم عدد كبير من أعمال باديو إلى اللغة الإنجليزية، مثل الأخلاقيات، ودولوز، وإعلان للفلسفة، والجغرافيا السياسية، والوجود والحدث. وبالمثل ظهرت المنشورات الدورية من باديو في الصحف الأمريكية والإنجليزية، مثل في لاكانيان إنك، ونيو ليفت ريفيو، وراديكال فيلوسوفي، وكوسموكس آند هيستوري، وباريزا. بشكلٍ غير معتاد بالنسبة للفيلسوف الأوروبي المعاصر، أُخذ عمله بشكلٍ متزايد من قبل المتشددين في دول مثل الهند وجمهورية الكونغو الديمقراطية وجنوب أفريقيا.
في 2014-2015، كان لباديو دور الرئيس الفخري في المركز العالمي للدراسات المتقدمة.

## روابط خارجية
- ألان باديو على موقع IMDb (الإنجليزية)
- ألان باديو على موقع الموسوعة البريطانية (الإنجليزية)
- ألان باديو على موقع مونزينجر (الألمانية)
- ألان باديو على موقع ألو سيني (الفرنسية)
- ألان باديو على موقع قاعدة بيانات الفيلم (الإنجليزية)